# Christine Morawitz
Christine Morawitz (27 de abril de 1974) es una deportista alemana que compitió en remo. Ganó tres medallas en el Campeonato Mundial de Remo entre los años 1997 y 1999, en la prueba de cuatro scull ligero.

## Palmarés internacional
| Campeonato Mundial | Campeonato Mundial      | Campeonato Mundial | Campeonato Mundial  |
| Año                | Lugar                   | Medalla            | Prueba              |
| ------------------ | ----------------------- | ------------------ | ------------------- |
| 1997               | Aiguebelette (Francia)  | Medalla de oro     | Cuatro scull ligero |
| 1998               | Colonia (Alemania)      | Medalla de oro     | Cuatro scull ligero |
| 1999               | St. Catharines (Canadá) | Medalla de plata   | Cuatro scull ligero |